# 야가미 이오리
야가미 이오리(일본어: 八神庵,팔신암)는 더 킹 오브 파이터즈의 등장인물이다.

## 프로필
- 격투 스타일: 야가미류 고무술+본능
- 키: 182cm
- 몸무게: 76kg
- 혈액형: O형
- 나이: 20세
- 좋아하는음식: 고기
- 싫어하는 것: 폭력
- 취미: 밴드
- 국적: 일본
- 일본성우: 야스이 쿠니히코(安井 邦彦, 95-xiii), 호시노 타카노리(星野 貴紀, xiv이후)

## 캐릭터 이야기
더 킹 오브 파이터즈 95부터 주인공 쿠사나기 쿄의 라이벌로 등장하기 시작한 캐릭터이다. 쿠사나기 가문과 원수 지간인 야가미 가문의 후손으로 쿠사나기 가문의 붉은 불과는 반대로 청자색 불을 사용한다. 쿄를 본능적으로 싫어한다. 이유는 그냥 싫다고 되어있지만 쿠사나기가의 원수 가문인 탓에 본능적으로 그 가문에 대한 분노가 이오리에게 이어진 것으로 추정된다. 말수가 적고 냉정하며 매우 차가운 성격이나 싸움에만 들어가면 흥분이 많고 호전적인 성격으로 변하는 등 불안정하다. 키 182cm. 체중 76kg. 혈액형은 O형. 의외로 취미는 밴드 활동(베이스)이며 좋아하는 음식은 고기이다. 승리 대사 중 "그대로 죽어!(そのまま死ね)"라는 대사와 시작 대사로 "곧 편하게 해주지.(着く 楽にしてやる。)가 있다.
더 킹 오브 파이터즈 95에서 처음 등장하였으며 헤비 D가 이끄는 미국 스포츠 팀에게 혼자 시비를 걸어서 상대를 모두 목숨만 간신히 붙어있는 상태로 폭행하여 병원에 입원시킨 뒤 루갈 번스타인으로부터 전달된 더 킹 오브 파이터즈 95의 초대장을 강제로 빼앗았다. 이 후 아랑전설팀에 원한을 둔 빌리 칸, 극한류 말살을 도모하는 키사라기 에이지와 팀을 짜 더 킹 오브 파이터즈 95에 출전하여 결승까지 오르지만 결승에서 만난 일본팀에게 패하고 만다. 대회가 끝난 직후 오로치 일족 외의 신분으로써 오로치의 힘을 탐하여 가지다가 오히려 그것이 역효과를 일으켜 결국 자멸해버린 루갈을 비웃었고 아울러 이용가치가 없어진 빌리 칸과 키사라기 에이지에게 중상을 입힌 후 사라진다.
더 킹 오브 파이터즈 96에서는 게닛츠로부터 야가미 이오리를 감시하라는 명령을 받은 매츄어와 바이스가 이오리 야가미에게 접근하여 팀을 만들어 더 킹 오브 파이터즈 96에 출전하지만 게닛츠가 사망할 때 풀어버린 오로치의 봉인의 영향으로 피의 폭주를 일으켜 역시 둘을 중상을 입혀 쓰러뜨린 후 사라진다. 이 일로 매츄어와 바이스는 생사불명이 되고 마는데 그 둘이 공식 석상에 나타난 것은 KOF XIV에서의 일이다.
더 킹 오브 파이터즈 97에선 혼자 출전하지만 결승에 이를 무렵 쿠사나기 쿄, 카구라 치즈루와 함께 삼신기 팀으로 우승에 오르고 대회 막바지에 오로치의 피로 인해 폭주를 일으켜 오로치로부터 쿠사나기 쿄와 카구라 치즈루를 죽이라는 명령을 받는다. 하지만 명령을 거스르고 반대로 오로치를 공격, 그 사이 쿄의 일격과 함께 오로치를 봉인하는데 성공하나 이후 오로치 봉인에 힘을 다 써버리고 기절한 쿄를 네스츠에서 납치하여 쿠사나기 쿄의 클론이 대량 양성된다. 그러나 97대회 이후 쿄를 추적해 온 이오리가 "쿄를 반드시 자신의 손으로 죽인다!"는 궁극적 목표를 방해한 네스츠의 기지를 습격해 쿄의 클론들을 대량 학살하는데,(그 후 00에서 구한 여자가 또 쿄의 여친인 유키다.) 그 소란을 틈타 쿠사나기 쿄는 네스츠 기지에서 탈출하는데 성공하고 이후 도주 생활을 했으며 이오리는 그런 쿄를 계속 추적했다. 더 킹 오브 파이터즈 99에 등장하는 쿄1과 쿄2, 더 킹 오브 파이터즈 2002에 등장하는 KUSANAGI는 네스츠 기지에서 이오리에게 살해당하지 않고 남겨진 최후의 쿠사나기 쿄의 클론이다. (2003에 등장하는 쿠사나기 쿄의 클론은 결승 진출자들의 실력을 테스트해보기 위해 카구라 마키가 만들어낸 쿄의 환영일 뿐, 클론은 아니다.) 덧붙여 98에서 오로치팀의 나나카세 야시로가 이오리와 만나면 시비를 거는 이벤트가 발생하는데 이는 취미로 밴드 활동을 하는 야시로와 이오리 사이의 문제 때문이며 원인은 야시로의 밴드인 C.Y.S(크리스 야시로 셸미의 약자를 딴 밴드명)이 공연 당시 앞서 공연을 한 이오리가 속한 밴드가 싸움을 일으킨 덕분에 C.Y.S의 공연이 엉망이 된 일에서 비롯된다. (당연한 얘기지만 싸움을 일으킨 장본인이 이오리.)
더 킹 오브 파이터즈 2000에선 전작 99때와 마찬가지로 쿠사나기 쿄와 함께 개별 출전으로 되어있는데 이것은 쿄를 추적하고 있는 상황이기에 정식으로 출정하지 않은 상태이기 때문이다. 더 킹 오브 파이터즈 2001에서는 바넷사, 세스, 라몬과 팀을 이루지만 대회가 끝난 뒤 이오리를 제외한 에이전트 출신의 세 사람이 이오리의 존재가 방해 된다며 처리하려는 시도를 하며 예전 팀 메이트들의 경우와 비슷한 흐름으로 끝난다.
더 킹 오브 파이터즈 2003 이후 치즈루, 쿄와 함께 삼신기의 힘을 노리는 이들로부터 맞서 싸우지만 종국엔 애쉬 크림존이 치즈루의 야타의 거울의 힘을 강탈한 뒤 도주, 다음작인 더 킹 오브 파이터즈 XI에서는 전 대회의 부상이 낫지 않은 치즈루를 대신해 야부키 신고가 쿄와 이오리에게 한번만 더 힘을 합쳐주길 간곡히 부탁하지만 당연히 거절하고, 이후 이뤄지지 않을 듯 하다가 대회 당일 극적으로 팀을 이루게 된다. 그러나 전작과 마찬가지로 엔딩에서 애쉬 크림존에게 삼신기의 하나인 야사카니의 곡옥의 힘을 빼앗겼고 그 이후로 이오리는 불을 쓸 수 없는 몸이 된다. 더 킹 오브 파이터즈 XIII에서는 그동안 행방불명으로 알려져 있던 매츄어와 바이스가 재등장, 삼신기의 힘을 뺏긴 것에 대한 언급을 하면서 힘을 되찾는 것에 협력하겠다며 다시 이오리와 팀을 이루었다. 이후 엔딩에서 애쉬 크림존 소멸과 동시에 그 동안의 일들이 모두 없던 일이 되면서 다시 불꽃을 되찾을 기로에 서게 되었는데 여기서 그는 불꽃을 되찾는 것을 택한다. 불꽃을 되찾게 되면 오로치와의 피의 계약도 다시 맺게 되는 결과를 의미하는데 그래도 괜찮겠느냐는 바이스의 말에 오히려 코웃음을 칠 뿐이다. 그리하여 결국 불꽃을 되찾고 매츄어와 바이스는 언젠가 다시 만날 것을 암시하며 어둠 속으로 사라진다. 이후 이오리는 우승한 일본팀의 쿠사나기 쿄를 찾아가 우승 세레머니를 방해한다.(여윽시 명실상부 쿄바라기 이오리 답다)
하지만 캐릭터 컨셉아트에서보면,게임상에서 봤던 그 난폭한 모습은 찾아 볼 수 없고,길고양이에게 캣밀크를 주며 은은한 미소를짓는 이오리가 있다.
그리고 불을 못 쓸때의 컨셉아트를 보면 불을 쓸 수있는 쿄를보고 삐졌는지 뾰루퉁한 얼굴로 쿄를 본다.

## 게임상의 성능
쿠사나기 쿄와 거의 비슷한 장풍, 돌진기, 대공기를 사용하지만 이오리만의 오리지널 기술인 127식 규화와 설풍은 이오리를 더욱 강력하게 만들어주는 요소. 설풍의 경우 95때는 기본잡기였지만 96부터 상대에게 경직을 주는 커맨드잡기로 변경되면서 성능상으로 큰 비약을 이끌어냈다. 그 결과 96과 97에서는 이오리 혼자서 일본 팀을 전부 이기는 결과를 낳게 되었다. 단 98에서는 다이몬 고로의 존재로 인하여 96, 97때처럼 일본 팀을 전부 이기지는 못했다.
99부터 2001까지는 이전 시리즈에 비해 하향되는 수모를 겪기도 했다. 하지만 이것은 비단 이오리 뿐만이 아니고 전작에서의 최강급 캐릭터들의 공통적인 운명이었으며, 상대적으로 약해진 것이지 그 자체로는 중간 이상급의 성능을 계속 유지하였다. 이후 2002와 2003에서 강캐릭터 반열에 올라가나싶더니 XI에서는 다시 하향되었다. 이는 캐릭터 자체의 성능 약화라기보다는 이오리보다 강한 캐릭터들의 대량 출몰과 연관이 있다. XII부터는 스토리상 불을 잃어서 손톱으로 할퀴는 듯한 기술 등이 추가되었는데 기존과는 비교도 안 되는 화력을 자랑해서 S급을 다시 탈환. XIII에서도 강력하긴 한데 DLC로 나온 불을 되찾은 이오리에 비해서는 원래 이오리가 가진 맛이 없다는 이유로 상대적으로 인기가 적다. 물론 캐릭터 자체의 성능은 오리지널 이오리나, XII식 이오리나 강함 면에서는 큰 차이를 보이지 않는다.
무겐에서는,개그캐가 되기도 했다.
하지만,각성이오리는 다양한 색놀이 버전이 나왔다.
그 중엔 XIII버전 폭주 이오리도 있다.
성능은 거의 신 상위권 정도로 강하다.
또,엘레멘트 버전도 있다.
테리 보가드와 콜라보한 이오리 보가드도 있다.

## 이오리 야가미를 연기한 배우
- 야스이 쿠니히코 - 1995년 게임 《더 킹 오브 파이터즈 (게임)》
- 윌윤 리 - 2010년 영화 《더 킹 오브 파이터즈 (영화)》

## 야가미 이오리의 기술

### 기본 기술
- 등 벗기기(逆剥ぎ)
- 역등 벗기기(逆逆剥ぎ)
- 외식 백합꺾기(外式・百合折り)
- 외식 굉부 음 "사신"(外式・轟斧 陰 “死神”)
- 외식 몽탄(外式・夢弾)

### 필살기
- 127식 규화(百弐拾七式・葵花)
- 108식 어둠쫓기(百八式・闇払い)
- 100식 귀신태우기(百式・鬼焼き)
- 212식 금월 음(弐百拾弐式・琴月 陰)
- 311식 조즐(参百拾壱式・爪櫛)
- 설풍(屑風)[4]

### 초필살기
- 금 1211식 팔치녀(禁千弐百拾壱式・八稚女)
- 리 108식 팔주배(裏百八式・八酒杯)
- 리 311식 석조즐(裏参百拾壱式・析爪櫛)
- 리 1207식 어둠깎기(裏千弐百七式・闇削ぎ)
- 리 316식 시화(裏参百拾六式・豺華)
- 리 1219식 염구(裏千弐拾九式・焔甌)
- 삼신기지이(三神技之弐)
- 최종결전 오의(最終決戦 奥義)